# Robert Gérard
Pour les articles homonymes, voir Gérard.
Robert Gérard, né le 23 décembre 1920 à Lierre en Belgique, et mort le 16 janvier 2010,, est un footballeur international belge.
Il a évolué comme arrière droit au Cercle sportif de Schaerbeek, club de la banlieue bruxelloise, au sortir de la guerre et a joué deux matches internationaux avec les Diables Rouges: le 24 décembre 1944, il participe à la première rencontre jouée après la Libération au Parc des Princes, France-Belgique (3-1) ; il joue également un match le 13 mai 1945, au Luxembourg (défaite, 4-1).
Il rejoint ensuite le Sporting de Charleroi, pour lequel il dispute 40 rencontres en Division d'Honneur de 1948 à 1952. Il termine sa carrière en 1957 à La Forestoise en Division 3.
Ayant accepté d'être le parrain du centre de formation de la RUS Albert Schaerbeek, ce dernier porte depuis son nom. La RUSAS a depuis fusionné en 2012 avec le RFC Evere pour former le Crossing Schaerbeek.

## Statistiques

### En club
| Saison                | Club                  | Championnat           | Championnat | Championnat | Coupe(s) nationale(s) | Coupe(s) nationale(s) | Total | Total |
| Saison                | Club                  | Division              | M.          | B.          | M.                    | B.                    | M.    | B.    |
| 1944-1945             | RCS Schaerbeek        | Compétition annulée   | -           | -           | -                     | -                     | 0     | 0     |
| 1945-1946             | RCS Schaerbeek        | Division 1A (D2)      | -           | -           | -                     | -                     | 0     | 0     |
| 1946-1947             | RCS Schaerbeek        | Division 1A (D2)      | -           | -           | -                     | -                     | 0     | 0     |
| 1947-1948             | RCS Schaerbeek        | Promotion B (D3)      | -           | -           | -                     | -                     | 0     | 0     |
| Sous-total            | Sous-total            | Sous-total            | -           | -           | -                     | -                     | 0     | 0     |
| 1948-1949             | Charleroi SC          | Division d'Honneur    | -           | -           | -                     | -                     | 0     | 0     |
| 1949-1950             | Charleroi SC          | Division d'Honneur    | -           | -           | -                     | -                     | 0     | 0     |
| 1950-1951             | Charleroi SC          | Division d'Honneur    | -           | -           | -                     | -                     | 0     | 0     |
| 1951-1952             | Charleroi SC          | Division d'Honneur    | -           | -           | -                     | -                     | 0     | 0     |
| Sous-total            | Sous-total            | Sous-total            | 40          | 0           | -                     | -                     | 40    | 0     |
| 1956-1957             | RCS La Forestoise     | Division 3B           | -           | -           | -                     | -                     | 0     | 0     |
| Total sur la carrière | Total sur la carrière | Total sur la carrière | 100         | 0           | -                     | -                     | 100   | 0     |

### En sélections nationales
| Saison                | Sélection             | Phases finales        | Phases finales | Phases finales | Éliminatoires CDM | Éliminatoires CDM | Matchs amicaux | Matchs amicaux | Total | Total |
| Saison                | Sélection             | Compétition           | M              | B              | M                 | B                 | M              | B              | M     | B     |
| --------------------- | --------------------- | --------------------- | -------------- | -------------- | ----------------- | ----------------- | -------------- | -------------- | ----- | ----- |
| 1944-1945             | Belgique              | -                     | -              | -              | -                 | -                 | 2              | 0              | 2     | 0     |
| 1944-1945             | Belgique aspirants    | -                     | -              | -              | -                 | -                 | 3              | 0              | 3     | 0     |
| Total sur la carrière | Total sur la carrière | Total sur la carrière | -              | -              | -                 | -                 | 5              | 0              | 5     | 0     |

### Matchs internationaux
| Matchs internationaux de Robert Gérard, | Matchs internationaux de Robert Gérard, | Matchs internationaux de Robert Gérard, | Matchs internationaux de Robert Gérard, | Matchs internationaux de Robert Gérard, | Matchs internationaux de Robert Gérard, | Matchs internationaux de Robert Gérard, | Matchs internationaux de Robert Gérard, |
| #                                       | Date                                    | Lieu                                    | Adversaire                              | Résultat                                | Compétition                             | Club                                    | Notes                                   |
| --------------------------------------- | --------------------------------------- | --------------------------------------- | --------------------------------------- | --------------------------------------- | --------------------------------------- | --------------------------------------- | --------------------------------------- |
| 1                                       | 24 décembre 1944                        | Parc des Princes, Paris, France         | France                                  | D 1 - 3                                 | Match amical                            | RCS Schaerbeek                          | Titulaire.                              |
| 2                                       | 13 mai 1945                             | Stade Municipal, Luxembourg, Luxembourg | Luxembourg                              | D 1 - 4                                 | Match amical                            | RCS Schaerbeek                          | Titulaire.                              |

| Matchs aspirants de Robert Gérard | Matchs aspirants de Robert Gérard | Matchs aspirants de Robert Gérard         | Matchs aspirants de Robert Gérard | Matchs aspirants de Robert Gérard | Matchs aspirants de Robert Gérard | Matchs aspirants de Robert Gérard | Matchs aspirants de Robert Gérard |
| #                                 | Date                              | Lieu                                      | Adversaire                        | Résultat                          | Compétition                       | Club                              | Notes                             |
| --------------------------------- | --------------------------------- | ----------------------------------------- | --------------------------------- | --------------------------------- | --------------------------------- | --------------------------------- | --------------------------------- |
| 1                                 | 6 janvier 1945                    | Stade Oscar Bossaert, Bruxelles, Belgique | Écosse                            | D 2 - 3                           | Match amical                      | RCS Schaerbeek                    | Titulaire.                        |
| 2                                 | 25 mars 1945                      | Stade Oscar Bossaert, Bruxelles, Belgique | Angleterre                        | D 2 - 3                           | Match amical                      | RCS Schaerbeek                    | Titulaire.                        |
| 3                                 | 22 avril 1945                     | Stade Oscar Bossaert, Bruxelles, Belgique | Angleterre                        | N 0 - 0                           | Match amical                      | RCS Schaerbeek                    | Titulaire.                        |